# Acido floroglucinico
L'acido floroglucinico o acido 2,4,6-triidrossibenzoico è un acido fenolico derivato dell'acido benzoico e del floroglucinolo (1,3,5-triidrossibenzene). La sua struttura è costituita da un anello benzenico a cui è attaccato un gruppo carbossilico {\displaystyle {\ce {(-COOH)}}} e con tre gruppi idrossilici {\displaystyle {\ce {(-OH)}}} sostituenti in posizione 2,4 e 6. È quindi uno, con altri acidi triidrossibenzoici, degli isomeri dell'acido gallico. 
L'acido floroglucinico è prodotto dal Pseudomonas fluorescens. È un prodotto di degradazione della catechina, con la catechina come unica fonte di carbonio, secreto dal batterio Acinetobacter calcoaceticus, una specie di batteri che fanno parte della normale flora del corpo umano. L'acido floroglucinico è stato rilevato anche nel vino e nelle cipolle.
Assieme all'acido protocatecuico è un prodotto dell'ossidazione della quercetina.